# باهرة شوتية
باهرة شوتية (الاسم العلمي: ) هو نوع من النباتات يتبع جنس الباهرة من الفصيلة الهليونية.